# Marsac (Charente)
Marsac – miejscowość i gmina we Francji, w regionie Nowa Akwitania, w departamencie Charente.
Według danych na rok 1990 gminę zamieszkiwało 708 osób, a gęstość zaludnienia wynosiła 53 osób/km² (wśród 1467 gmin regionu Poitou-Charentes Marsac plasuje się na 428. miejscu pod względem liczby ludności, natomiast pod względem powierzchni na miejscu 661.).